# Círculo lingüístico de Praga
Lo que se conoce como círculo lingüístico de Praga o Escuela de Praga comprende un amplio grupo de investigadores, principalmente europeos, que aunque de por sí no hayan sido miembros del círculo per se, derivaron su inspiración en los trabajos de Vilém Mathesius, Nikolái Trubetskói, Roman Jakobson, Jan Mukařovský, René Wellek y otros eruditos radicados en Praga en la década que precedió la Segunda Guerra Mundial (1928–1939). Fue una de las escuelas más importantes, pues continuó la obra de Ferdinand de Saussure con mayor efectividad.
Hoy en día, el Círculo Lingüístico de Praga es una asociación cuyo objetivo es contribuir al conocimiento del lenguaje y los sistemas de signos relacionados de acuerdo con los principios funcionales-estructurales. Organiza reuniones periódicas con conferencias y debates, publica publicaciones profesionales y organiza reuniones internacionales.
Focalizan el aspecto sociocomunicativo del lenguaje (se trata de una escuela funcionalista: el centro de la teoría se encuentra en las funciones que cumple el lenguaje, particularmente la función comunicativa). La lengua es considerada como vehículo de la comunicación. Pone énfasis en la doble articulación del lenguaje (fonema y morfemas). Matizan la dicotomía entre sincronía y diacronía para el estudio de la lengua.
La aportación más significativa de esta escuela es el principio metodológico de la conmutación, por el que se modifica un fonema por otro en un lugar determinado de la cadena hablada, produciéndose una oposición paradigmática y, por ende, un cambio de sentido.